# Artefakt (Sozialforschung)
Als Artefakte werden in der empirischen Sozialforschung durch Reaktivität bedingte Verfälschungen von Messergebnissen bei Beobachtungen, Befragungen, Interviews und bei der Sammlung und Auswertung von Daten bezeichnet. Um Artefakte zu kompensieren, kann man beispielsweise Probandengruppen randomisieren. Da dies bei bestimmten Experimenten oft nicht möglich oder ethisch nicht vereinbar ist, werden Untersuchungen an möglichst großen Probandengruppen angestrebt. Eine weitere Möglichkeit, Verzerrungen durch Artefakte zu vermeiden, besteht darin, soziodemographische Merkmale oder individuelle Charakteristika von Versuchspersonen zu erheben und mittels statistischer Korrekturverfahren Verfälschungen des Messergebnisses herauszurechnen.
siehe auch: Antworttendenz

## Häufige Artefakte bei Befragungen
- Fehlinterpretationen von Instruktionen
- Sequenzeffekte (Ermüdung, Trainingseffekte)
- Hawthorne-Effekt (erhöhte Leistungsbereitschaft aufgrund des Wissens, beobachtet zu werden)
- Soziale Erwünschtheit (Antwortverhalten richtet sich nach sozialen Normen)
- Sponsorship-Bias (Vermutungen über die Absichten der Auftraggeber von Befragungen)
- Kontext-Effekte (Einfluss der Stimmung auf Antworten)
- Urteilsheuristiken (unlogische, jedoch zeitsparende Schlussfolgerungen)
- Anwesenheitseffekte (Beeinflusstes Antwortverhalten durch bestimmte anwesende Personen)